# Ринхокаламусы
Ринхокаламусы, или ринхокалямусы (лат. Rhynchocalamus, от др.-греч. ῥύγχος «морда» и κάλᾰμος «тростниковая палочка для письма»), — род змей семейства ужеобразных.
Мелкие змеи, сходны с представителями рода Oligodon, с которыми их объединяли в один род. Имеют большой межчелюстной щиток, сильно загнутый наверх и глубоко вдающийся между межносовыми. Перед широким лобным щитком имеется пара предлобных. Туловище покрыто гладкими чешуями. Верхнечелюстная кость несёт 5—6 зубов без промежутков, последние два зуба уплощены и заметно крупнее остальных. Нёбная и крыловидная кости без зубов.
Распространены в Передней Азии от юго-восточной Турции и Закавказья до Аравийского полуострова.

## Виды
Род включает 6 видов:
- Rhynchocalamus arabicus Schmidt, 1933 — аравийский ринхокалямус
- Rhynchocalamus dayanae Tamar, Šmíd, Göçmen, Meiri & Carranza, 2016
- Rhynchocalamus hejazicus Licata, Pola, Šmíd, Ibrahim, Liz, Santos, Patkó, Abdulkareem, Gonçalves, Alshammari, Busais, Egan, Ramalho, Smithson & Brito, 2024
- Rhynchocalamus levitoni (Torki, 2017)
- Rhynchocalamus melanocephalus (Jan, 1862) — черноголовый ринхокаламусtypus
- Rhynchocalamus satunini (Nikolsky, 1899)

Ранее к этому роду относился и вид Rhynchocalamus barani, в настоящее время на основе молекулярных данных он выделен в монотипический род Muhtarophis.